# Tidaholm
Tidaholm – miejscowość (tätort) i siedziba gminy Tidaholm w południowej Szwecji, w regionie Västra Götaland.
W styczniu 2012 liczyło 7900 mieszkańców.